# Grand Prix Niemiec 1937
Grand Prix Niemiec 1937 (oryg. X Großer Preis von Deutschland) – jeden z wyścigów Grand Prix rozegranych w 1937 roku oraz druga eliminacja Mistrzostw Europy AIACR.

## Lista startowa
Na niebieskim tle kierowcy, którzy nie wzięli udziału w kwalifikacjach, lecz współdzielili samochód w czasie wyścigu
| Nr | Kierowca                | Zespół             | Samochód             | Silnik                |   |
| -- | ----------------------- | ------------------ | -------------------- | --------------------- | - |
| 2  | Ernst von Delius        | Auto Union AG      | Auto Union C         | Auto Union 6.0 V-16   | ? |
| 4  | Bernd Rosemeyer         | Auto Union AG      | Auto Union C         | Auto Union 6.0 V-16   | ? |
| 6  | Hermann Paul Müller     | Auto Union AG      | Auto Union C         | Auto Union 6.0 V-16   | ? |
| 8  | Rudolf Hasse            | Auto Union AG      | Auto Union C         | Auto Union 6.0 V-16   | ? |
| 10 | Hans Stuck              | Auto Union AG      | Auto Union C         | Auto Union 6.0 V-16   | ? |
| 12 | Rudolf Caracciola       | Daimler-Benz AG    | Mercedes-Benz W125   | Mercedes-Benz 5.7 S-8 | ? |
| 14 | Manfred von Brauchitsch | Daimler-Benz AG    | Mercedes-Benz W125   | Mercedes-Benz 5.7 S-8 | ? |
| 16 | Hermann Lang            | Daimler-Benz AG    | Mercedes-Benz W125   | Mercedes-Benz 5.7 S-8 | ? |
| 17 | Walter Bäumer           | Daimler-Benz AG    | Mercedes-Benz W125   | Mercedes-Benz 5.7 S-8 | ? |
| 17 | Heinz Brendel           | Daimler-Benz AG    | Mercedes-Benz W125   | Mercedes-Benz 5.7 S-8 | ? |
| 18 | Richard Seaman          | Daimler-Benz AG    | Mercedes-Benz W125   | Mercedes-Benz 5.7 S-8 | ? |
| 20 | Christian Kautz         | Daimler-Benz AG    | Mercedes-Benz W125   | Mercedes-Benz 5.7 S-8 | ? |
| 22 | Tazio Nuvolari          | Scuderia Ferrari   | Alfa Romeo 12C-36    | Alfa Romeo 4.1 V-12   | ? |
| 24 | Giuseppe Farina         | Scuderia Ferrari   | Alfa Romeo 12C-36    | Alfa Romeo 4.1 V-12   | ? |
| 26 | Attilio Marinoni        | Scuderia Ferrari   | Alfa Romeo 12C-36    | Alfa Romeo 4.1 V-12   | ? |
| 28 | Vittorio Belmondo       | prywatny           | Alfa Romeo 8C-35     | Alfa Romeo 3.8 S-8    | ? |
| 30 | Giovanni Minozzi        | prywatny           | Maserati 8CM         | Maserati 3.0 S-8      | ? |
| 32 | Renato Balestrero       | Scuderia Maremmana | Alfa Romeo Tipo B/P3 | Alfa Romeo 2.9 S-8    | ? |
| 34 | Luigi Soffietti         | prywatny           | Maserati 6C-34       | Maserati 3.7 S-6      | ? |
| 36 | Edoardo Teagno          | Scuderia Subauda   | Maserati 8CM         | Maserati 3.0 S-8      | ? |
| 38 | Franco Cortese          | Scuderia Maremmana | Maserati 6CM         | Maserati 1.5 S-6      | ? |
| 40 | Paul Pietsch            | prywatny           | Maserati 6C-34       | Maserati 3.7 S-6      | ? |
| 42 | Kenneth Evans           | prywatny           | Alfa Romeo Tipo B/P3 | Alfa Romeo 2.9 S-8    | ? |
| 44 | Hans Rüesch             | prywatny           | Alfa Romeo 8C-35     | Alfa Romeo 3.8 S-8    | ? |
| 46 | Ernő Festetics          | prywatny           | Maserati 8CM         | Maserati 3.0 S-8      | ? |
| 48 | László Hartmann         | prywatny           | Maserati 8CM         | Maserati 3.0 S-8      | ? |
| 50 | Raymond Sommer          | prywatny           | Alfa Romeo 8C-35     | Alfa Romeo 3.8 S-8    | ? |
| 52 | Francesco Severi        | Scuderia Maremmana | Maserati 6C-34       | Maserati 3.7 S-6      | ? |
| Nr | Kierowca                | Zespół             | Samochód             | Silnik                |   |

## Wyniki

### Kwalifikacje
Źródło: teamdan.com
| Poz. | Nr | Kierowca                | Konstruktor   | Czas    | Poz. s. |
| ---- | -- | ----------------------- | ------------- | ------- | ------- |
| 1    | 4  | Bernd Rosemeyer         | Auto Union    | 9:46.2  | 1       |
| 2    | 16 | Hermann Lang            | Mercedes-Benz | 9:52.2  | 2       |
| 3    | 14 | Manfred von Brauchitsch | Mercedes-Benz | 9:55.1  | 3       |
| 4    | 12 | Rudolf Caracciola       | Mercedes-Benz | 10:04.0 | 4       |
| 5    | 22 | Tazio Nuvolari          | Alfa Romeo    | 10:08.4 | 5       |
| 6    | 8  | Rudolf Hasse            | Auto Union    | 10:10.4 | 6       |
| 7    | 6  | Hermann Müller          | Auto Union    | 10:12.0 | 7       |
| 8    | 18 | Richard Seaman          | Mercedes-Benz | 10:12.3 | 8       |
| 9    | 2  | Ernst von Delius        | Auto Union    | 10:15.1 | 9       |
| 10   | 20 | Christian Kautz         | Mercedes-Benz | 10:15.3 | 10      |
| 11   | 24 | Giuseppe Farina         | Alfa Romeo    | 10:27.2 | 11      |
| 12   | 10 | Hans Stuck              | Auto Union    | 10:35.3 | 12      |
| 13   | 44 | Hans Rüesch             | Alfa Romeo    | 10:47.2 | 13      |
| 14   | 40 | Paul Pietsch            | Maserati      | 11:23.1 | 14      |
| 15   | 28 | Vittorio Belmondo       | Alfa Romeo    | 11:28.3 | 15      |
| 16   | 50 | Raymond Sommer          | Alfa Romeo    | 11:30.1 | 16      |
| 17   | 52 | Francesco Severi        | Maserati      | 11:47.3 | 17      |
| 18   | 26 | Attilio Marinoni        | Alfa Romeo    | 12:01.0 | 18      |
| 19   | 42 | Kenneth Evans           | Alfa Romeo    | 12:06.0 | 19      |
| 20   | 32 | Renato Balestrero       | Alfa Romeo    | 12:43.0 | 20      |
| 21   | 46 | Ernő Festetics          | Maserati      | 12:50.1 | 21      |
| 22   | 34 | Luigi Soffietti         | Maserati      | 13:29.4 | 22      |
| 23   | 48 | László Hartmann         | Maserati      | 13:53.0 | 23      |
| 24   | 38 | Franco Cortese          | Maserati      | 14:04.3 | 24      |
| 25   | 30 | Giovanni Minozzi        | Maserati      | 14:47.2 | 25      |
| 26   | 36 | Edoardo Teagno          | Maserati      | 14:57.0 | 26      |
| Poz. | Nr | Kierowca                | Konstruktor   | Czas    | Poz. s. |

### Wyścig
Źródło: kolumbus.fi
| P                                                     | + / – | Nr | Kierowca                | Konstruktor   | Okr. | Czas / Strata     | Komentarz |
| ----------------------------------------------------- | ----- | -- | ----------------------- | ------------- | ---- | ----------------- | --------- |
| 1                                                     | 3     | 12 | Rudolf Caracciola       | Mercedes-Benz | 22   | 3h46:00,1         |           |
| 2                                                     | 1     | 14 | Manfred von Brauchitsch | Mercedes-Benz | 22   | +0:46,2           |           |
| 3                                                     | 2     | 4  | Bernd Rosemeyer         | Auto Union    | 22   | +1:01,3           |           |
| 4                                                     | 1     | 22 | Tazio Nuvolari          | Alfa Romeo    | 22   | +4:03,9           |           |
| 5                                                     | 1     | 8  | Rudolf Hasse            | Auto Union    | 22   | +5:25,0           |           |
| 6                                                     | 4     | 20 | Christian Kautz         | Mercedes-Benz | 22   | +6:10,2           |           |
| 7                                                     | 5     | 16 | Hermann Lang            | Mercedes-Benz | 21   | +1 okr            |           |
| 8                                                     | 5     | 44 | Hans Rüesch             | Alfa Romeo    | 21   | +1 okr            |           |
| 9                                                     | 10    | 42 | Kenneth Evans           | Alfa Romeo    | 19   | +3 okr            |           |
| 10                                                    | 11    | 46 | Ernő Festetics          | Maserati      | 18   | +4 okr            |           |
| 11                                                    | 7     | 26 | Attilio Marinoni        | Alfa Romeo    | 18   | +4 okr            |           |
| 12                                                    | 3     | 28 | Vittorio Belmondo       | Alfa Romeo    | 18   | +4 okr            |           |
| Niesklasyfikowani                                     |       |    |                         |               |      |                   |           |
|                                                       |       | 34 | Luigi Soffietti         | Maserati      | 19   |                   |           |
|                                                       |       | 48 | László Hartmann         | Maserati      | 18   | Wycofał się       |           |
|                                                       |       | 24 | Giuseppe Farina         | Alfa Romeo    | 18   | Zapłon            |           |
|                                                       |       | 38 | Franco Cortese          | Maserati      | 7    | Podwozie          |           |
|                                                       |       | 2  | Ernst von Delius        | Auto Union    | 6    | Tragiczny wypadek |           |
|                                                       |       | 18 | Richard Seaman          | Mercedes-Benz | 6    | Wypadek           |           |
|                                                       |       | 10 | Hans Stuck              | Auto Union    | 6    | Silnik            |           |
|                                                       |       | 40 | Paul Pietsch            | Maserati      | 5    | Zbiornik paliwowy |           |
|                                                       |       | 30 | Giovanni Minozzi        | Maserati      | 4    | Wypadek           |           |
|                                                       |       | 52 | Francesco Severi        | Maserati      | 4    | Wypadek           |           |
|                                                       |       | 32 | Renato Balestrero       | Alfa Romeo    | 3    | Pompa paliwowa    |           |
|                                                       |       | 36 | Edoardo Teagno          | Maserati      | 2    | Tylna oś          |           |
|                                                       |       | 50 | Raymond Sommer          | Alfa Romeo    | 2    | Tylna oś          |           |
|                                                       |       | 6  | Hermann Paul Müller     | Auto Union    | 2    | Wypadek           |           |
| Nie wystartowali / niedopuszczeni do ponownego startu |       |    |                         |               |      |                   |           |
|                                                       |       | 17 | Walter Bäumer           | Mercedes-Benz |      |                   |           |
|                                                       |       | 17 | Heinz Brendel           | Mercedes-Benz |      |                   |           |
| P                                                     | + / – | Nr | Kierowca                | Konstruktor   | Okr. | Czas / Strata     | Komentarz |

### Najszybsze okrążenie
Źródło: teamdan.com
| Nr | Kierowca        | Konstruktor | Czas   | Okr. |
| -- | --------------- | ----------- | ------ | ---- |
| 4  | Bernd Rosemeyer | Auto Union  | 9:53,4 |      |